# جائحة فيروس كورونا في جزر كايمان
توثق هذه المقالة آثار جائحة فيروس كورونا 2019-2020 (كوفيد-19) في إقليم جزر كايمان التابع للمملكة المتحدة. والتي قد لا تشمل جميع الاستجابات والإجراءات الرئيسية الحالية.

## خلفية
في 12 يناير 2020، أكدت منظمة الصحة العالمية عن ظهور فيروس كورونا المستجد كسبب للمرض التنفسي الذي أصاب مجموعة من الأشخاص في مدينة ووهان، مقاطعة خوبي، الصين، إذ أُبلغ عنهم إلى منظمة الصحة العالمية في 31 ديسمبر 2019. كانت نسبة الوفيات بين الحالات المُشخصة بكوفيد-19 أقل بكثير من جائحة فيروس سارس في عام 2003، لكن انتقال العدوى كان أكبر، والوفيات أيضًا.

## الجدول الزمني
في 26 فبراير، أعطت السلطات المكسيكية الإذن لسفينة «كوينتانا رو» للرحلات السياحية المسجلة في مالطا للإرساء في كوزوميل، لأنها تحمل على متنها مسافرًا يُفترض إصابته بكوفيد-19. هذا وقد منعت هذه السفينة سابقًا من الإرساء في جامايكا وجزر كايمان. تم اكتشاف حالتي إصابة بالإنفلونزا على متنها.
في 12 مارس، تم تسجيل أول حالة إصابة بفيروس كورونا المستجد في الإقليم. كانت الحالة لشخص يبلغ من العمر 68 عامًا وقد توفي جراء إصابته بعد يومين.